# Ribeirão Itaúna
Ribeirão Itaúna är ett vattendrag i Brasilien.   Det ligger i delstaten Paraná, i den södra delen av landet, 1 100 km sydväst om huvudstaden Brasília.
Trakten runt Ribeirão Itaúna består i huvudsak av gräsmarker. Runt Ribeirão Itaúna är det mycket glesbefolkat, med 5 invånare per kvadratkilometer.